# Contea di Pingxiang
La contea di Pingxiang (平乡县S, Píngxiāng XiànP) è una contea della Cina, situata nella provincia di Hebei e amministrata dalla prefettura di Xingtai.